# Governatorato di Luxor
Il governatorato di Luxor (arabo: محافظة الأقصر , Muhāfazat al-Uqsur) è un governatorato dell'Egitto. Prende il nome dal suo capoluogo, Luxor. Si trova nel centro del paese, lungo il corso del Nilo, e con una superficie di 55 km² è il più piccolo governatorato dell'Egitto.
Fino al 1994 Luxor faceva parte del governatorato di Qena, poi è stata elevata a città con governo autonomo.